# Pelocypris tuberculata
Pelocypris tuberculata är en kräftdjursart som först beskrevs av Ferguson 1967.  Pelocypris tuberculata ingår i släktet Pelocypris och familjen Cyprididae. Inga underarter finns listade i Catalogue of Life.